# Katinka Feistl
Katinka Kulens-Feistl (* 9. März 1972 in Aachen, gebürtig Kathrin Feistl) ist eine deutsche Regisseurin und Drehbuchautorin.

## Leben
Katinka Feistl wurde in Aachen geboren und studierte nach dem Abitur zunächst Germanistik und Anglistik. Sie absolvierte Filmkurse am Irish Film Institute in Dublin und studierte von 1996 bis 2003 an der Deutschen Film- und Fernsehakademie Berlin (dffb). Ihr erster Kurzfilm Nicht auf den Mund aus dem Jahr 1999 bescherte ihr mehrere Auszeichnungen. Die Abschlussfilme ihres Studiums waren Bin ich sexy? und Siehst Du mich?, wobei ihr der erstere wieder mehrere Auszeichnungen einbrachte.
In den 2010er Jahren inszenierte sie einige Fernsehfilme (z. B. Schleuderprogramm), aber auch einzelne Episoden von Serien (z. B. Die Anwälte,  Mordshunger – Verbrechen und andere Delikatessen, Tonio & Julia). Darüber hinaus ist Katinka Feistl auch als Autorin aktiv und setzt sich für die Rolle der Frauen im Filmgeschäft ein. So zählt sie zu den Mitbegründerinnen von Pro Quote Regie (seit 2018 ProQuote Film) und Golden Feminists.

## Filmografie
- 1999: Nicht auf den Mund (Regie, Drehbuch, Schnitt)
- 2001: Wilde Ehe (Regie, Drehbuch, Produzentin)
- 2004: Bin ich sexy? (Regie)
- 2006: Siehst du mich? (Regie, Drehbuch)
- 2006: Krieg der Frauen (Regie)
- 2007: Wenn Liebe doch so einfach wär’ (Regie)
- 2012: Schleuderprogramm (Regie)
- 2011–2015: Eigenwillige Miss M. (Regie, Drehbuch, Produzentin)
- 2013: Mordshunger – Verbrechen und andere Delikatessen (Fernsehserie, 2 Folgen, Regie)
- 2015: Nele in Berlin (Regie, Drehbuch)
- 2018: Tonio & Julia: Kneifen gilt nicht (Regie)
- 2018: Tonio & Julia: Zwei sind noch kein Paar (Regie)

## Auszeichnungen
- 1998: Lüdia-Preis (Publikumspreis) auf dem Kinofest Lünen für Nicht auf den Mund
- 1998: Bester Deutscher Kurzfilm Filmfest Ludwigsburg für Nicht auf den Mund
- 1999: Bester Kurzspielfilm International Festival of Filmschools, Mexiko-Stadt für Nicht auf den Mund
- 2001: FFA Short Tiger Award für Wilde Ehe
- 2003: DEFA-Förderpreis Chemnitz für Bin ich sexy? (Beste Nachwuchsregie)
- 2003: EUREGIO-Nachwuchspreis für Bin ich sexy? (Beste Regie)
- 2003: Lüdia-Preis (Publikumspreis) auf dem Kinofest Lünen für Bin ich sexy?
- 2003: MFG-Star Baden-Baden Fernsehfilmfestival Baden-Baden für Bin ich sexy? (Beste Nachwuchsregie)
- 2005: Berlin & Beyond Film Festival (Publikumspreis) in San Francisco für Bin ich sexy?
- 2016: Thomas Strittmatter Drehbuchpreis für Irmas wildes Herz
- 2017: Künstlerstipendium Istanbul der Stadt Köln für 1972 – als wir von Köln nach Istanbul trampten (Arbeitstitel)